# Kaartspel
Onder kaartspel wordt zowel het kaartmateriaal (meervoud: kaartspellen) als de activiteit (meervoud: kaartspelen) verstaan. Kaartspelen zijn spelen die gespeeld worden met een set speelkaarten (dit in tegenstelling tot de bordspelen). De kaartspelen worden allereerst onderverdeeld in spelen die de welbekende speelkaarten (meestal met de kleuren (ook wel: kaartsymbolen) harten, ruiten, klaveren en schoppen) gebruiken en de overige spelen, die eigen sets kaarten hebben. De eerste groep wordt verder onderverdeeld in spelen met een kaartspel bestaande uit bijvoorbeeld 32, 52 of 54 kaarten. In de tweede groep bevinden zich allerlei kwartetten, tarot en Stap op, kaartspelen die zijn afgeleid van bordspelen zoals De Kolonisten van Catan en verzamelkaarten zoals Magic, Yu-Gi-Oh! en Pokémon, die aan het eind van de 20e eeuw een rage waren en die als spel gespeeld kunnen worden.

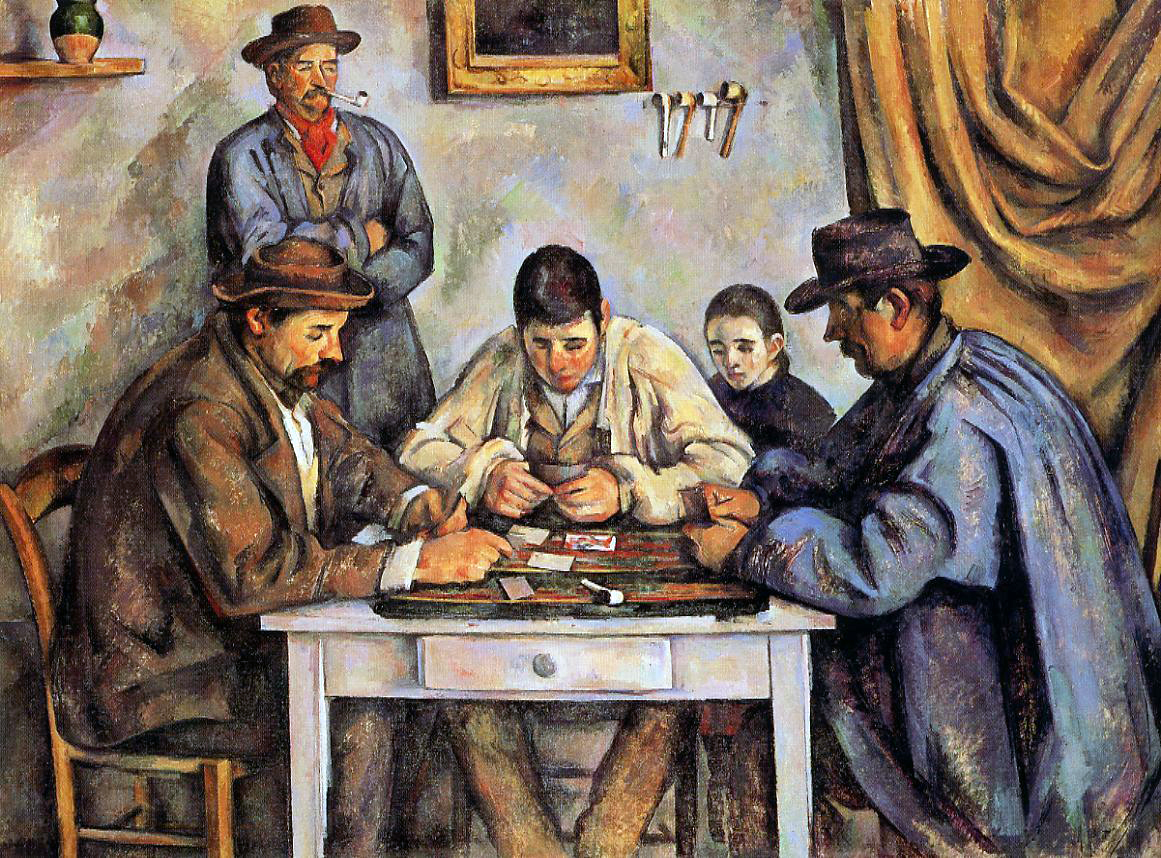
De kaartspelers (Paul Cézanne) uit 1890-92

## Geschiedenis

### China
Het is niet bekend wanneer het kaartspel is ontstaan. Algemeen wordt aangenomen dat het kaartspel ontstaan is in China, enige tijd na de uitvinding van het papier. De spellen uit die tijd zijn verloren gegaan. Het oudst bekende Chinese kaartspel dateert uit de 17e eeuw, terwijl in China reeds in de zevende eeuw gespeeld werd met papieren speelkaarten. Zo wordt vermeld dat de keizer Mu-tsung met zijn vrouw "dominokaarten" speelde. De waarden bij Chinees domino komen overeen met de waarden op twee dobbelstenen (de nul komt niet voor). Een ander verschil met de westerse dominospellen is dat de positie van stenen in Chinese spellen geen rol speelt, dus de stenen worden als kaarten gebruikt. De Chinese kaarten schijnen in diverse richtingen geëvolueerd te zijn: zo komen de symbolen man, vis, kraai, fazant, antilope, ster, konijn en paard voor.
Chinese "geldkaarten" hebben zelfs een nog grotere gelijkenis met westerse speelkaarten. Er waren vier soorten, in waarden van 1–9 en 2–9.
Veel over de oorsprong van het kaartspel is onduidelijk. Zo ook de vraag of sprake is van overdracht van China naar Europa en zo ja, op welke wijze het Chinese kaartspel zou zijn geëvolueerd en overgebracht naar Europa. Er wordt wel gezegd dat Marco Polo het kaart-concept heeft meegenomen naar het westen, maar dit lijkt zeer onwaarschijnlijk aangezien hij zijn reizen uitgebreid heeft gedocumenteerd en hier nergens in schrijft over een kaartspel.

### Nabije Oosten
Fragmenten van een mammeluksspel dateren uit de 12e of 13e eeuw. Het Topkapi-paleismuseum in Istanboel bezit een uniek compleet mammelukskaartspel uit de vijftiende eeuw, aan de hand waarvan eerdere losse kaarten geïdentificeerd konden worden. Het mammeluksspel van rond 1400 heeft 52 kaarten met de symbolen zwaarden, polostokken, bekers en munten. De waarden zijn 1–10, waarnaast nog drie personen (koning, onderkoning en tweede onderkoning) voorkomen. De Spaanse naam van kaarten, naipes, en een oude Italiaanse naam, naibi, zijn waarschijnlijk van Arabische oorsprong.
Mogelijk bestaat er een relatie met het Indiaas-Perzische kaartspel Ganjifah, dat in de 15e en 16e eeuw in India en Perzië een rol speelde.

### Europa

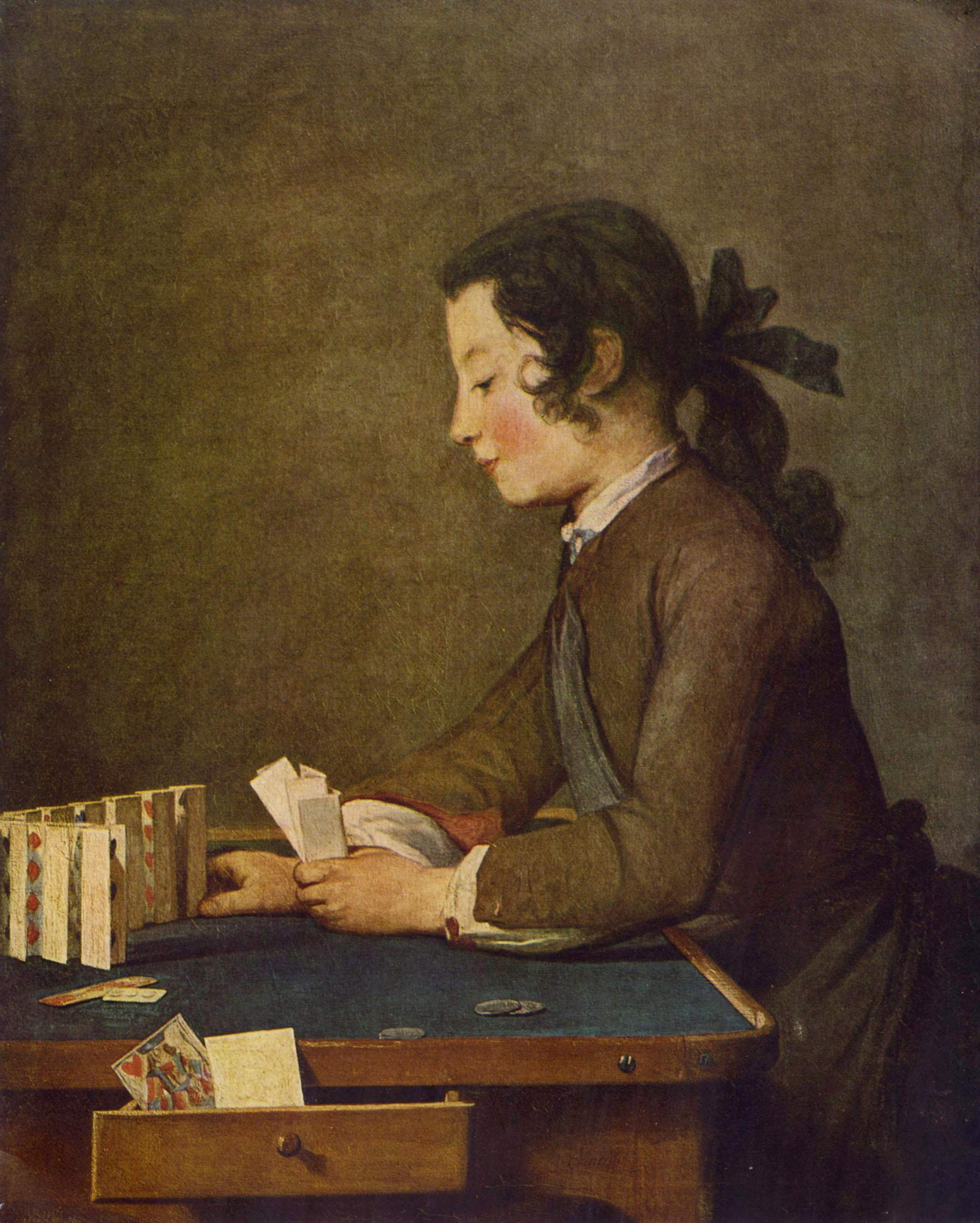
Jean-Baptiste Siméon Chardin, het kaartenhuis, ca. 1734

De oudste sporen van het kaartspel in Europa dateren uit de periode 1370-1400, met één vroegere vermelding van kaarten in Italië in 1299. Een Spaans document uit 1371 refereert er aan als 'naipes', wat thans nog het Spaanse woord is voor speelkaarten. De Duitse monnik Johannes von Rheinfelden uit Bazel beschrijft in 1377 een spel. De stad Florence in 1376 en de Duitse stad Regensburg in 1378 stellen een verbod op kaartspelen in. De oudste vermelding in de Lage Landen dateert uit 1379.
De eerste Europese speelkaarten werden met de hand gemaakt. Deze kaarten waren duur en exclusief. Met de uitvinding van de boekdrukkunst werd het mogelijk goedkoper en in grotere hoeveelheden te produceren, wat dan ook meer en meer gebeurde. Daarbij bestond een grote variëteit aan speelkaarten, aantallen en gebruikte symbolen.
In zijn algemeenheid zijn steeds vier verschillende groepen symbolen te onderscheiden, die verondersteld worden de vier standen te symboliseren.
- De bekers of harten symboliseren de geestelijke stand.
- De zwaarden, schoppen of pieken symboliseren de adel of militaire stand.
- De munten, cirkels, bellen, pompoenen, ruiten of koeken symboliseren de kooplieden.
- De polostokken, staven, knotsen, eikels of klaveren de boeren.

De thans in West-Europa en de Verenigde Staten gehanteerde set kaarten is gebaseerd op het Franse spel zoals dat circa 1480 werd vastgesteld. In het Franse standaardkaartspel zijn de eerder gebruikte ridders vervangen door vrouwen en wordt gebruikgemaakt van de vier tegenwoordig nog gebruikte gestileerde symbolen ♠ ♥ ♦ ♣. Het spel zit nog steeds vol middeleeuwse symboliek.
Spreekt men over Franse kaarten, dan bedoelt men de gebruikelijke kaarten met schoppen, harten, enz., of de Franse variant ervan, met de namen van de afgebeelde personen en de letters R (Roi), D (Dame), V (Valet). De Engelse (K (King), Q (Queen), J (Jack)), de Duitse K (König), D (Dame), B (Bube) en Nederlandse (H (Heer), V (Vrouw), B (Boer) met afbeeldingen van gebouwen op de azen) kaarten zijn varianten van de Franse kaarten.
In Engeland zijn vooral de "Engelse kaarten" in gebruik. Dit zijn de kaarten waarbij de personen meer gestileerd zijn. De afgebeelde personen zijn uit de Engelse geschiedenis, in tegenstelling tot de 'Franse kaarten', zie hieronder:
In Frankrijk is het sinds de zestiende eeuw gebruik dat de namen van de afgebeelde personen op de kaarten staan. Aanvankelijk was daar enige variatie in, maar sinds het einde van de zeventiende eeuw zijn het steeds dezelfde namen. Ze zijn gedeeltelijk afgeleid van de zogenaamde Negen Besten. In tegenstelling tot wat men zou verwachten zijn het geen historische echtparen: Rachel was niet de vrouw van Caesar en Hector was geen knecht van hen. Sterker nog: de vrouwen zijn geen koninginnen. Ook uit de afbeelding op Engelse kaarten valt iets af te leiden (Schoppenheer draagt een harp, het attribuut van David). Een korte (niet geheel onomstreden) uitleg van namen en symboliek, hieronder in Parijzer beeld:
| BOEREN | BOEREN                                                    | VROUWEN | VROUWEN                                  | HEREN | HEREN                                           |
|        | Lahire Étienne la Hire, gezel van Jeanne d'Arc            |         | Judith Vastberadenheid                   |       | Charles Karel de Grote of Karel VII Franse Rijk |
|        | Hector Held van de Trojaanse Oorlog of broer van Lancelot |         | Rachel Vroomheid                         |       | César Julius Caesar Romeinse Rijk               |
|        | Ogier (of Hogier) vazal van Karel de Grote                |         | Pallas Pallas Athene Wijsheid            |       | David Koning David Koninkrijk Israël            |
|        | Lancelot Ridder van de Ronde Tafel                        |         | Argine Anagram van regina Vruchtbaarheid |       | Alexandre Alexander de Grote Griekse Rijk       |

In de negentiende eeuw werd het gebruiksgemak van de speelkaarten vergroot door de koppen op de plaatjes dubbel uit te voeren, zodat deze niet op zijn kop kunnen staan. Verder werden de vermeldingen op de hoeken toegevoegd en de hoekpunten afgerond. In 1850 verschenen in Londen de eerste kaarten met bedrukte achterzijde. De joker is een Amerikaanse uitvinding uit 1865.

## Het kaarten als gokspel
Kaarten wordt vaak gedaan om geld. Door het kanselement is het dan deels een kansspel, maar behendigheid speelt, afhankelijk van het spel, ook min of meer mee. Juridisch wordt een kaartspel om geld vaak beschouwd als kansspel. Dit heeft consequenties voor legaliteit en kansspelbelasting.
Kaartspellen zijn altijd geschikt geweest om te gokken. Het hoogte- of dieptepunt van het gokken werd in het 18e-eeuwse Europa bereikt. Lodewijk XIV moedigde zijn hovelingen aan om grote bedragen te spelen. Kaartavonden, met de mogelijkheid om zich te ruïneren, kwamen in de mode.
Dat trok beroepsspelers en valsspelers aan, een bekende speler was Giacomo Casanova. In zijn memoires wordt melding gemaakt van basset, piket, biribi, whist, quinze en vooral van het geestloze, maar zeer populaire faro. In zijn memoires noemt Casanova het kaartspelen "een kansspel dat iedereen ruïneert die eraan deelneemt".
De kaartmanie woedde ook aan de vorstenhoven en onder de hoogste geestelijken. Het was niet ongebruikelijk dat kardinalen en bisschoppen als "bank" optraden en hoge inzetten accepteerden. Voltaires vriendin, Mme. du Châtelet verloor in Fontainebleau aan de tafel van de Franse koningin op een avond 80.000 pond en Voltaire zei haar na afloop dat ze "niet door gehad moest hebben dat ze met schurken speelde". Tot 1789 werd er aan het Franse hof op grote schaal gegokt. Marie Antoinette was de laatste Franse koningin die met gokken op kaarten een vermogen verspeelde.
In Engeland ruïneerde de adel zich aan de kaarttafel. Voor de aan kaarten verslaafde lord Sandwich werd een speciaal broodje (de sandwich) bedacht dat hij, met de kaarten in de andere hand, kon eten. 
Sommigen hadden geluk; Charles Howard, derde graaf van Carlisle financierde Castle Howard voor een gedeelte met zijn gokopbrengsten.
De laatste periode waarin beroepsgokkers veel geld verdienden was op de grote oceaanstomers in het begin van de 20e eeuw. Op drijvende paleizen als de France en de Lusitania werden rijke reizigers vakkundig uitgeschud. Opvallend onder de valsspelers was "Graaf" Victor Lustig.

### Tarot
Tarotkaarten worden in Italië voor het eerst rond 1440 genoemd onder de naam Trionfi (later werd dit Tarocchi), ontstaan door aan een gewoon Italiaans kaartspel 21 troeven (genummerd van 1 t/m 21) en een extra kaart met een dwaas toe te voegen. Het kaartspel waarbij dit gebeurde kende reeds vier hofkaarten in iedere kleur, wat niet ongebruikelijk was voor die tijd, zodat er 78 kaarten in een standaard tarotspel zitten. Vanuit Italië verspreidde het spel zich naar onder andere Frankrijk, Zwitserland, Oostenrijk, Duitsland, Nederland en Denemarken. In sommige landen en regio's werden de Italiaanse kleuren omgezet naar de ons bekende Franse kleuren, en tonen de troeven rustieke scènes in plaats van klassieke Italiaanse thema's die tegenwoordig bekend zijn uit moderne occulte tarot.
Hoewel tarot in onbruik raakte in Nederland, wordt er nog altijd een scala aan uiteenlopende soorten gespeeld in Europa. De spelen zijn vrijwel altijd slagenspelen waarbij sommige kaarten méér punten waard zijn dan anderen (bijvoorbeeld de hoogste troef, de laagste troef en koningen). Troeven is verplicht als men niet kan bedienen in de gevraagde kleur, de slag wordt gewonnen  door de hoogste troef. Dit was de belangrijkste ontwikkeling voor Nederlandse kaartspelen; de manier van troeven in klaverjas is afgeleid van tarot. Een aantal 19e-eeuwse teksten gedrukt in Amsterdam geven regels voor een onderscheidende vorm van "Tarok". De benaming voor de dwaas verschilde per regio, maar was een afgeleide van het woord "excuus", zoals skis of skuus.
Verschillende populaire theorieën over het tarotspel zijn waarschijnlijk onjuist. Occulte toepassingen zoals waarzeggerij zijn in de eeuwenoude geschiedenis van tarot een vrije recente introductie, populair geworden vanuit Groot-Brittannië in de vroege 20e eeuw. De theorie dat tarotkaartspelen door zigeuners in Europa werd geïntroduceerd is onjuist, zigeuners arriveerden pas midden 15e eeuw in groten getale in Europa. Vroeger dacht men dat het oudst bekende tarotspel de later zogenaamde "tarocchi di Mantegna", daterend uit 1465 was, echter, deze kaarten zijn waarschijnlijk ongerelateerd en niet bedoeld voor spelen. Ze hebben een geheel andere structuur en dienden vermoedelijk een educatief doel. Een ander bekend  misverstand is dat het gewone kaartspel uit tarotkaarten is voortgekomen terwijl juist het omgekeerde waar is. De joker zoals we hem nu kennen, is ontworpen specifiek voor het kaartspel Euchre rond 1860 en is hoogstwaarschijnlijk niet verwant aan de excuus- of dwaaskaart van de tarot. Tarot heeft nooit vanwege occulte aspecten geleid tot verbodsbepalingen, dit was zover bekend alleen vanwege het gokaspect van kaartspelen in het algemeen. Gereformeerde kringen betitelen tarotkaarten, maar ook gewone kaartspellen, als des duivels prentenboek.

## Het materiaal

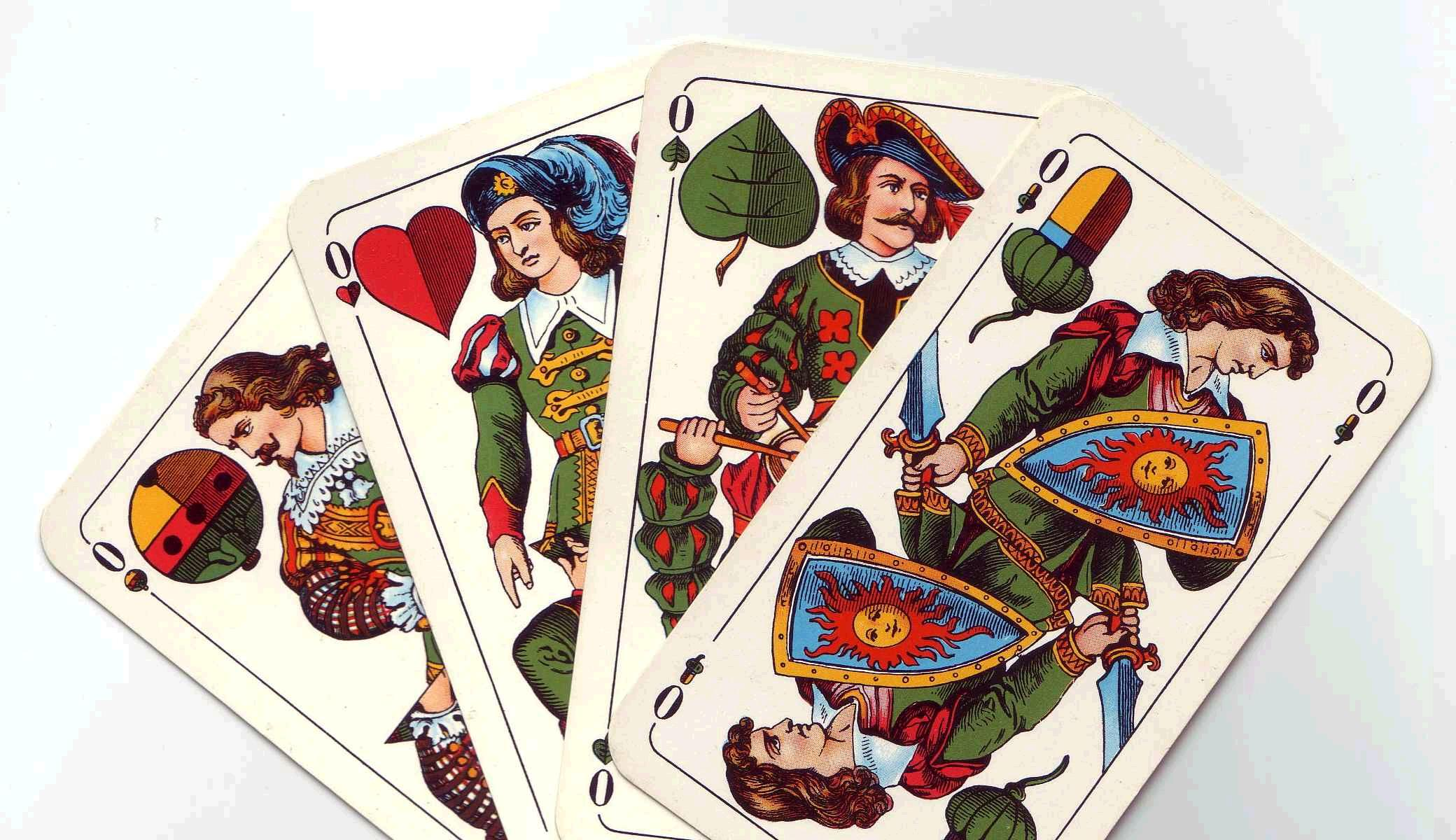
Schellen, Rot, Grün en Eichel

Het kaartspel (meervoud: kaartspellen), ook wel boek genoemd, bestaat in het algemeen uit de volgende vier 'kleuren':
- Harten (♥)
- Ruiten (♦)
- Klaveren (♣)
- Schoppen (♠)

Deze vier kleuren zijn uit Frankrijk afkomstig en men spreekt dan ook wel van Franse kaarten. Er bestaan echter nationale varianten, bijvoorbeeld de Engelse Franse kaarten (met de letters KQJ, dus Engels) en de kleuren harten, ruiten, klaveren en schoppen (dus Frans).
In sommige landen zijn ook niet-Franse kaarten bekend, met andere kleuren en soms minder kaarten.
Iedere kleur bestaat in het Franse kaartspel uit de puntkaarten (of oogkaarten) 2, 3, 4, 5, 6, 7, 8, 9 en 10 en de figuurkaarten (plaatjes/honneurs/popkaarten) Boer, Vrouw, Heer. Dan is er nog het Aas, oorspronkelijk de laagste puntkaart, de één. In sommige kaartspelen zijn ook nog een of meer jokers nodig.
Er bestaan andere varianten, bijvoorbeeld in Frankrijk het tarotspel, (niet te verwarren met de voorspellingskaarten of het Duitse tarockspel). Dit spel bevat een chevalier als extra honneur plus 21 afzonderlijke troefkaarten.

### Alpengebied
Ook in de landen rond de Alpen zijn eigen varianten met 'kleuren' zoals eikels, rozen, bellen en bladeren. De aas ontbreekt in deze varianten. De rol van de aas wordt meestal overgenomen door de Daus, oorspronkelijk de 2.
De 'alpenvarianten' kennen geen 2, 3, 4, 5  en 6, maar beginnen bij 7 (bij Skat vanaf 6), de Daus niet meegerekend. De bellen 6 is in Duitsland de Welli en functioneert soms als joker. Men kent geen Heer, Vrouw en Boer, maar een Koning, een Ober (officier te paard) en een Unter/Under (onderofficier te voet). De honneurs hebben geen hoekmarkering met letters, alleen de kaartsymbolen staan er. Het verschil tussen Unter en Ober wordt kenbaar gemaakt door het kaartsymbool van de Ober bovenin (Duits: oben) te plaatsen en bij de Unter onderin (Duits: unten). Bij tweekoppige kaarten, staat bij de Unter het symbool dus ongeveer halverwege de kaart, bij enkelkoppige kaarten staat het symbool daadwerkelijk onderaan. In de Duitse kleuren is men veel later over gegaan naar dubbelkoppige kaarten dan bij de Franse kleuren.

#### Duitsland
In Duitsland kent men  de Franse kleuren (meestal met Berlijns beeld en A (As), K (König), D (Dame), B (Bube), Deze worden met name in de noordelijke helft van het land gebruikt. In het zuiden en oosten speelt men meestal met de Duitse kleuren: eikel, hart, blad en bel. Er zijn regionale varianten: Beiers beeld, Pruisisch beeld, Saksisch beeld. De cijferkaarten van het Pruisisch beeld zijn enkelvoudig uitgevoerd (de honneurs zijn wel dubbelkoppig) en hebben onderin afbeeldingen van belangrijke gebouwen van (voormalige) Pruisische steden.
Voor de Duitse hereniging werd er in de DDR veel met de Duitse kaarten gespeeld, terwijl in grote delen van West-Duitsland de Franse kaarten populairder waren. Na de hereniging leverde dit een probleem op toen men voortaan gezamenlijk Skat-toernooien ging spelen, maar verschillende kaarten had. Men loste dit eerst op door de kaarten te combineren: de ene kaarthelft Frans, de andere helft Duits. Maar later vond men een andere oplossing, het Turnierblatt: de Franse afbeeldingen (honneurs) en symbolen, maar in kleuren gebaseerd op de Duitse kleuren. Zo heb je groene schoppen (bladeren) en oranje/gele ruiten (bellen). Harten zijn rood en schoppen zwart.

#### Hongarije, Tsjechië, zuidoost Duitsland
In Hongarije, Tsjechië en het zuidoosten van Duitsland vind je zgn. tarockkaarten, met de Duitse kleuren en de dausen versierd met allegorische voorstellingen van de jaargetijden. Aan de taal waarin de jaargetijden zijn geschreven kun je zien voor welk land ze geproduceerd zijn. Tarockkaarten worden ook wel Tellkaarten genoemd, omdat de honneurs zijn gebaseerd op het verhaal van Wilhelm Tell. Bijzonder is ook dat de waarde van de cijferkaarten in Romeinse cijfers worden aangegeven en niet  in een hoek, maar centraal bovenaan.. De Unter van bladeren heeft soms een speciale rol. Er zijn uitgevers die gewone Duitse kaarten soms ook aan met Tarock, aanduiden, maar eigenlijk is dat onjuist volgens de gangbare definitie.

#### Zwitserland
Het Zwitserse spel kent geen 10, maar een bannier. Deze kan de rol van de 10 hebben, maar ook van een soort aas. De Unter wordt hier Under genoemd. De kaarten hebben hier de Zwitserse kleuren: eikel, bloem, bel en schild. Dit kaartspel wordt gebruikt in enkele vastomlijnde gebieden in Zwitserland in het zuidoosten, alsook in aangrenzende delen van Italië. Grofweg gezegd speelt men in het noorden met Duitse kleuren, in het zuidoosten met Zwitserse kleuren en in het westen en zuidwesten met Franse kleuren. Het Zwitserse spel wordt voornamelijk gebruikt voor Jass, een aan klaverjassen verwant typisch Zwitsers spel.

### Spanje en Italië
De kleuren van Spanje en Italië wijken ook af van de ons vertrouwde symbolen: bekers, zwaarden, munten, knotsen (Spanje), en stokken (Italië). In Italië had elke stad/streek zijn eigen variant van het Italiaanse spel. Tegenwoordig zijn er nog minstens 4 verschillende varianten in Italië die regio gebonden te koop zijn. De Italiaanse kaarten hebben geen hoekmarkeringen, waardoor de stokken en zwaarden 6 en 7 soms moeilijk uit elkaar te houden zijn, vooral ook, omdat de stokken en zwaarden vaak sierlijk in elkaar vervlochten worden afgebeeld. Spaanse kaarten hebben wel hoekmarkeringen: 1-12. Dat betekent dat de honneurs niet met letters maar met de cijfers 10, 11 en 12 worden aangeduid.  De Spaanse kaarten hebben ook nog een bijzonder kenmerk: de kaarten hebben een kader die afhangt van de kleur. Bij munten is de kaart helemaal omkaderd, bij bekers is het kader boven en onder eenmaal onderbroken, bij zwaarden tweemaal en bij knotsen driemaal.
Italiaanse kaarten hebben 10 kaarten per kleur (1-7, voetknecht (8), paard (9), koning (10)), Spaanse kaarten hebben ook 10 kaarten per kleur (1-7, 10 (voetknecht), 11`(paard), 12 (koning). Hier ontbreken de 8 en de 9. Spaanse en Italiaanse traditionele kaarten kennen tevens geen jokers of azen. Er bestaan ook kaartspellen met 13 kaarten om het mogelijk te maken andere spellen te spelen met de traditionele kleuren. De 1 is hier dan de aas, bij de Spaanse kaarten zijn de 8 en de 9 ingevoegd, bij de Italiaanse kaarten de 8,9 en 10, de honneurs hebben de Engelse kaartsymbolen AKQJ. Tevens zijn er 2 jokers toegevoegd.
| Moderne kaarten (Franse kleuren) | Moderne kaarten (Franse kleuren) | Moderne kaarten (Franse kleuren) | Moderne kaarten (Franse kleuren) | Moderne kaarten (Franse kleuren) | Moderne kaarten (Franse kleuren) | Moderne kaarten (Franse kleuren) | Moderne kaarten (Franse kleuren) | Moderne kaarten (Franse kleuren) | Moderne kaarten (Franse kleuren) |
|                                  |                                  |                                  |                                  |                                  | vet: hoekmarkering               | vet: hoekmarkering               | vet: hoekmarkering               | vet: hoekmarkering               | vet: hoekmarkering               |
| cijfers                          | honneurs                         | honneurs                         | honneurs                         | aas                              |                                  |                                  |                                  |                                  |                                  |
| -------------------------------- | -------------------------------- | -------------------------------- | -------------------------------- | -------------------------------- | -------------------------------- | -------------------------------- | -------------------------------- | -------------------------------- | -------------------------------- |
| Nederland                        | Harten                           | Ruiten                           | Klaveren                         | Schoppen                         | 2-10                             | B boer                           | V vrouw                          | H heer                           | A aas                            |
| Vlaanderen                       | Harten                           | Koeken                           | Klaveren                         | Schuppen, pijken                 | 2-10                             | V valet                          | D dame                           | R roi                            | 1                                |
| Engeland Verenigde Staten        | Hearts                           | Diamonds                         | Clubs                            | Spades                           | 2-10                             | J jack                           | Q queen                          | K king                           | A ace                            |
| Frankrijk                        | Cœurs                            | Carreaux                         | Trèfles                          | Piques                           | 2-10                             | V valet                          | D dame                           | R roi                            | 1                                |
| Duitsland                        | Herz                             | Karo                             | Kreuz                            | Pik                              | 2-10                             | B Bube                           | D Dame                           | K König                          | A As                             |
| Zwitserland (Duits)              | Herz                             | Ecke                             | Kreuz                            | Schaufel                         | 2-10                             | B Bauer                          | D Dame                           | K König                          | A As                             |
| Spanje                           | Corazón                          | Rombo                            | Trébol                           | Pica                             | 2-10                             | Sota                             | Caballo                          | Rey                              | -                                |
| Italië                           | Cuori                            | Quadri                           | Fiori                            | Picche                           | 2-10                             | Fante                            | Regina                           | Re                               |                                  |
| Zweden                           | Hjärter                          | Ruter                            | Klöver                           | Spader                           | 2-10                             | Kn knekt                         | D dam                            | K kung                           | E ess                            |
| Finland                          | Sydämen                          | Timanttien                       | Apila                            | Klubien                          | 2-10                             | 11                               | 12                               | 13                               | 1                                |
| Japan                            | Hāto                             | Daiya                            | Kurabu                           | Supēdo                           | 2-10                             | Jakku                            | Kuīn                             | Kingu                            |                                  |
| Polen                            | Czerwo                           | Dzwonek (=bel)                   | żołądź                           | Pik                              | 2-10                             | W walet                          | D dama                           | K król                           | A As                             |
| Rusland                          | червей                           | бубен                            | треф                             | пик                              | 2-10                             | B валет                          | Д дама                           | К король                         | T туз                            |

| Traditionele kaarten | Traditionele kaarten | Traditionele kaarten | Traditionele kaarten | Traditionele kaarten | Traditionele kaarten | Traditionele kaarten | Traditionele kaarten | Traditionele kaarten | Traditionele kaarten                            | Traditionele kaarten                            | Traditionele kaarten                            | Traditionele kaarten                            | Traditionele kaarten                            | Traditionele kaarten                            |
|                      |                      |                      |                      |                      |                      |                      |                      |                      | vet: het kaartsymbool (in de hoek van de kaart) | vet: het kaartsymbool (in de hoek van de kaart) | vet: het kaartsymbool (in de hoek van de kaart) | vet: het kaartsymbool (in de hoek van de kaart) | vet: het kaartsymbool (in de hoek van de kaart) | vet: het kaartsymbool (in de hoek van de kaart) |
| cijfers              | cijfers              | plaatjes             | plaatjes             | plaatjes             | aas                  |                      |                      |                      |                                                 |                                                 |                                                 |                                                 |                                                 |                                                 |
| -------------------- | -------------------- | -------------------- | -------------------- | -------------------- | -------------------- | -------------------- | -------------------- | -------------------- | ----------------------------------------------- | ----------------------------------------------- | ----------------------------------------------- | ----------------------------------------------- | ----------------------------------------------- | ----------------------------------------------- |
| Duitsland            | Rot (harten)         |                      | Schellen (bellen)    |                      | Eichel (eikel)       |                      | Laub/Grün (bladeren) |                      | (6)7-9                                          | 10                                              | U Unter                                         | O Ober                                          | K König                                         | Daus (2)                                        |
| Duitsland (tarock)   | Rot (harten)         | VI-IX                | Schellen (bellen)    | X                    | Eichel (eikel)       |                      | Laub/Grün (bladeren) |                      |                                                 |                                                 | U Unter                                         | O Ober                                          | K König                                         | Daus (2)                                        |
| Hongarije (tarock)   | piros (harten)       | tök (pompoenen)      | makk (eikels)        | zöld (bladeren)      | VI-IX                | X                    | alsó                 | felsö                | király                                          | ász                                             |                                                 |                                                 |                                                 |                                                 |
| Zwitserland (Jass)   | Rosen (rozen)        |                      | Schellen (bellen)    |                      | Eicheln (eikels)     |                      | Schilten (schilden)  |                      | 6-9                                             | Bannier (10)                                    | Unter                                           | Ober                                            | König                                           | Daus (2)                                        |
| Spanje               | Copas (bekers)       |                      | Oros (munten)        |                      | Bastos (knotsen)     |                      | Espadas (zwaarden)   |                      | 1-7                                             |                                                 | 10 Sota                                         | 11 Caballo                                      | 12 Rey                                          |                                                 |
| Italië               | Coppe (bekers)       |                      | Denari (munten)      |                      | Bastoni (stokken)    |                      | Spade (zwaarden)     |                      | 1-7                                             |                                                 | Fante (8)                                       | Cavallo (9)                                     | Re (10)                                         |                                                 |
| Tarot (Marseille)    | Coupes (bekers)      | Coupes (bekers)      | Deniers (munten)     | Deniers (munten)     | Bâtons (knotsen)     | Bâtons (knotsen)     | Épées (zwaarden)     | Épées (zwaarden)     |                                                 |                                                 |                                                 |                                                 |                                                 |                                                 |

De Hongaarse pompoenen zijn identiek aan de Duitse (en Tsjechische) bellen.
Bovenstaand schema maakt aannemelijk dat schoppen voortkomt uit de zwaarden van Spanje en Italië (Espadas - Spade - spades), klaver uit de stokken/knotsen van Spanje en Italië (Engels: clubs(knotsen)) en ruiten uit de bellen van Duitsland (Pools: dzwonek (bel)), die op hun beurt mogelijk weer zijn ontstaan uit de Ibero-Italiaanse munten.

### Alternatief materiaal
Tegen de stroom van de standaardisatie in worden jaarlijks een groot aantal alternatieve sets kaartspellen uitgegeven. Meest gebruikelijk zijn de reclamekaarten waarbij meestal uitsluitend de achterkant met reclame bedrukt wordt, maar soms ook de voorkant van een aantal kaarten wordt aangepast. In de regel zijn reclamekaarten goed speelbaar, omdat ze weinig tot niets afwijken van de gebruikelijke vormgeving en dus gemakkelijk te herkennen zijn. Dat is anders bij door kunstenaars ontworpen kaarten. Vertegenwoordigers van vrijwel iedere relevante stroming in de moderne kunst hebben speelkaarten ontworpen, vaak van verbluffende schoonheid. Hoewel de resultaten kenmerkend en indrukwekkend zijn, kan er moeilijk mee gespeeld worden. Veel van dergelijke kaarten zijn moeilijk herkenbaar. De betrokken kaartspellen worden dan ook in kleine oplagen gedrukt en zijn bedoeld als verzamelobject.
Een bijzondere categorie alternatief materiaal wordt gevormd door de grote diversiteit aan beschikbare pornografische kaarten. Ook hier moet de vraag gesteld worden of de kaarten werkelijk bedoeld zijn om ermee te spelen.
Hetzelfde geldt voor een meer recente Amerikaanse vondst. Tijdens de Operatie Iraqi Freedom in 2003 gebruikte het Amerikaanse leger speelkaarten om de namen en foto's van de 55 meest gezochte Iraakse functionarissen onder de strijdkrachten te verspreiden. Zo was Tariq Aziz, de Iraakse vicepremier, schoppen 8.

### Kaarttafel
Wie het kaartspel op redelijk serieus niveau wil beoefenen, gebruikt een speciale kaarttafel (of speeltafel). Veel spelen worden met vier spelers gespeeld en een kaarttafel is dan ook vierkant. Ook voor andere spelen, zoals mahjong en scrabble, is een kaarttafel zeer bruikbaar. Een kaarttafel bevat vaak vakjes voor het spelmateriaal (fiches, dobbelstenen, biedkaartjes enz.)

## Spelregels

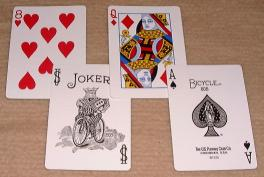
Amerikaans kaartspel met joker

De aard en het doel van het spel kan sterk verschillen. Wel zijn er enkele elementen die veel tot vrijwel alle kaartspelen delen.
Zo worden vrijwel alle kaartspelen gespeeld in beurten. De speler die aan de beurt is, is op dat moment de enige speler die bepaalde handelingen mag verrichten. In Noordwest-Europa gaan beurten meestal met de klok mee, maar in bijvoorbeeld Italië, Spanje en de voormalige koloniën van die landen wordt meestal tegen de klok in gespeeld. In bijvoorbeeld pesten kan de speelrichting tijdens het spel veranderen. Over het algemeen mag de voorhand, de speler die na de gever de beurt zou hebben, het spel beginnen.
Ook hebben alle spellen een bepaald aantal kaarten in de hand van een speler. Die kaarten mag normaal gesproken alleen de speler in kwestie zien. Alle andere kaarten liggen op tafel en kunnen gesloten (niemand kan de voorkant zien) of open (iedereen kan de voorkant zien) liggen. Afhankelijk van de regels mag of moet een speler kaarten wisselen, tonen, pakken, neerleggen, etc. Een gesloten stapel met kaarten die (nog) niet in het spel zijn, heet een talon.
De meerderheid van de traditionele spelen (zie bijvoorbeeld hieronder) zijn slagenspelen. Een slag is een ronde waarin elke speler een van de kaarten in de hand inzet, ofwel open op tafel legt en de speler die de hoogste kaart heeft gespeeld vervolgens de kaarten pakt en gesloten op een stapel voor zich neerlegt. In veel spelen is de hoogste kaart van de troefkleur, een kleur die boven de andere drie is verheven, de hoogste en, als er geen gespeeld is, de hoogste kaart van de gevraagde kleur (de kleur van de eerste kaart van die slag).  Die speler moet dan de volgende slag leiden, de eerste kaart spelen. Er zijn meestal regels om te bepalen welke kaart ingezet mag worden. Vaak is het zo dat men een kaart van de gevraagde kleur moet inzetten, tenzij men die niet heeft. Sommige spelen hebben strengere regels (zoals klaverjassen en manillen), andere juist weer soepelere regels (zoals bieden, pandoeren en bézique). Een andere eigenschap van slagenspelen is dat het aantal spelers meestal is vastgesteld. De meeste spelen moeten met vier spelers worden gespeeld, maar spelen voor drie (zoals heugen en skaat) of twee spelers (zoals vijfhonderden en piket) bestaan ook. Wel zijn er vaak varianten om een ander aantal spelers mogelijk te maken. Spelen die met vier personen worden gespeeld, worden meestal gespeeld tussen twee duo's, maar ook hier zijn uitzonderingen op, zoals wiezen, hartenjagen en kingen.
Een bijzonder omvangrijke groep van slagenspelen zijn puntenspelen. Dit betekent dat het resultaat van een speler of een tweetal spelers niet direct afhangt van het aantal gewonnen slagen, maar van de waarden van de kaarten die zich in de gewonnen slagen bevinden. Erg vaak gaat het om 11 punten voor een aas, 4, 3 en 2 punten voor de heer, de vrouw en de boer respectievelijk (soms ook 3, 2 en 1 punt) en 10 punten voor een tien. Dit betekent echter niet altijd dat een tien in een slag hoger is dan een heer, vrouw en boer. Ook zijn er veel spelen die de troefboer en troefnegen boven de andere kaarten plaatsen (dit zijn bijna nooit spelen waarbij het aantal slagen en niet het aantal punten telt). Deze zijn dan vaak respectievelijk 20 en 14 waard. Het halen van de laatste slag kan ook nog 5 of 10 punten opleveren. Als het systeem met 4, 3 en 2 punten wordt gebruikt, is het aantal punten per niet-troefkleur een rond getal (30) en als het systeem met 3, 2 en 1 punt wordt gebruikt, is het aantal punten van de troefkleur een rond getal (60).
Een andere familie van kaartspelen is rummy. Hierbij is het het doel om opeenvolgende kaarten van dezelfde kleur of kaarten van dezelfde waarden te verzamelen, of allebei. In Nederland zijn de bekendste voorbeelden jokeren en duizenden, maar internationaal is canasta het meest bekend. Deze spelen verschillen veel meer in details dan slagenspelen. Zo zijn de kaarten die door een bepaalde speler gemeld zijn van iedereen in het jokeren, maar blijven ze gebonden aan de speler in duizenden en canasta. In duizenden en canasta moet iedere speler aan het eind van de beurt een kaart afleggen op de stapel. Als een speler de bovenste kaart van de stapel kan gebruiken, mag hij of zij dat doen en de hele stapel meepakken. In canasta zijn er ook nog mogelijkheden om de stapel af te sluiten of het pakken ervan te bemoeilijken.
Kansspelen zijn spelen die specifiek om geld worden gespeeld. Men wed dan op een bepaalde uitkomst en wordt voor het resultaat passend betaald. Deze spelen worden vaak niet symmetrisch gespeeld (een van de partijen heeft een voordeel) en vormen zelden een geheel. Eenentwintigen, bijvoorbeeld, is typisch een spel waarbij er geen einddoel is. Men kan zo veel handen spelen als men wenst en aan het einde wordt er geen winnaar bepaald. Er kan in persoonlijke kring ook nog rondgedraaid worden op een manier dat spelers om beurten de bevoordeelde partij mogen zijn. Een bijzondere familie kansspelen is poker. In poker worden alle spelers wél gelijk behandeld en wed men tegen andere spelers op. De meest wijdverbreide vorm van poker, Texas hold'em, geeft relatief veel informatie over de situatie van de tegenstanders en is grotendeels op vaardigheid gebaseerd en minder op geluk. Dit is erg bijzonder voor een kansspel. In Nederland zijn kansspelen verboden buiten Holland Casino. Zie wet op de kansspelen.
Overige spelen kunnen draaien om het verliezen van alle kaarten zoals pesten (in rummyspelen kan dit het doel zijn, maar het hoeft niet altijd voordelig te zijn) of het behalen van een zo goed mogelijk stel kaarten in de hand, zoals eenendertigen, maar er is een zeer grote variëteit in deze spelen.
Ten slotte is er, met name in het buitenland, nog een grote traditie in vangspelen, waarbij het het doel is om zo veel mogelijk kaarten te vangen. Een kaart kan in beginsel worden gevangen door een kaart van dezelfde rang in te zetten. Dan mogen de ingezette kaart en de gevangen kaart allebei worden toegevoegd aan een gesloten stapel voor de speler. Er zijn vaak nog extra manieren om kaarten te vangen. Zo kunnen in scopa (Italië) ook meerdere kaarten tegelijk worden gevangen door een kaart waarvan de waarde gelijk is aan de som van de waarden van de te vangen kaarten. Ook veel van deze spelen worden tussen twee ploegen van twee spelers gespeeld.

## Bekende kaartspelen
- Barbuse
- Blackjack
- Bésigue
- Bieden
- Boerenbridge
- Bonken
- Bridge
- Canasta
- Cribbage
- Duizenden
- Dutch Blitz
- Eenendertigen
- Eenentwintigen
- Eenenvijftigen
- Ezelen
- Freecell
- Hartenjagen
- Heugen
- Jokeren
- Kingen
- Klaverjassen
- Kleurenwiezen
- Liegen
- Manillen
- Meppen
- Miezelen
- Miezemauzen
- Oorlogje
- Pandoeren
- Patience
- Pesten
- Poker
- Presidenten
- Pressen
- Rikken
- Rumba
- Schutjassen
- Skaat
- Snelbieden
- Sparen
- Stiften
- Toepen
- Vrouwenpotten
- Wiezen
- Wippen
- Zetten
- Zenuwen
- Zonderlingen
- Zwartepieten
- Zwikken

Met eigen kaarten
- Arcomage
- Boonanza
- Kwartet
- Magic: The Gathering
- Memory
- Mahjong
- Pokémon
- Set
- Skip-bo
- Stap op - Mille Bornes
- Tarot
- Tute
- UNO
- Yu-Gi-Oh

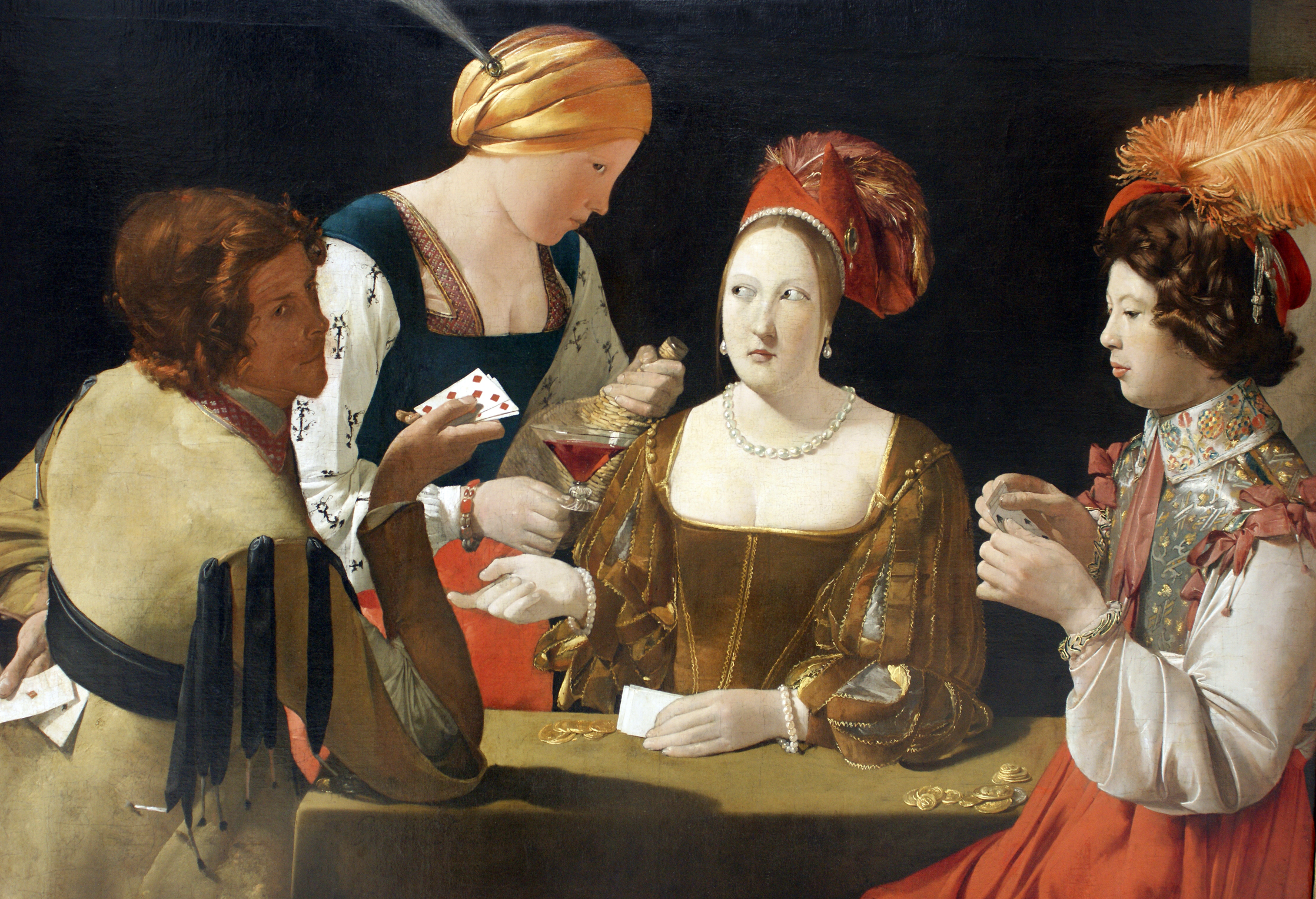
Georges de La Tour, De valsspeler met de ruitenaas, ca. 1630

Dat speelkaarten en kunst verbonden zijn, blijkt reeds uit de hier afgebeelde mammelukse kaarten. De kaarten zelf vormen het kunstwerk. Het is opmerkelijk hoe vaak speelkaarten op schilderijen voorkomen. Door de eeuwen heen zijn kunstenaars door het kaartspel geïnspireerd om het uit te beelden. Zie de drie verschillende voorbeelden van Paul Cézanne, Jean-Baptiste Siméon Chardin en de hier afgebeelde valsspeler met de ruitenaas van Georges de La Tour.